# MIK CA80

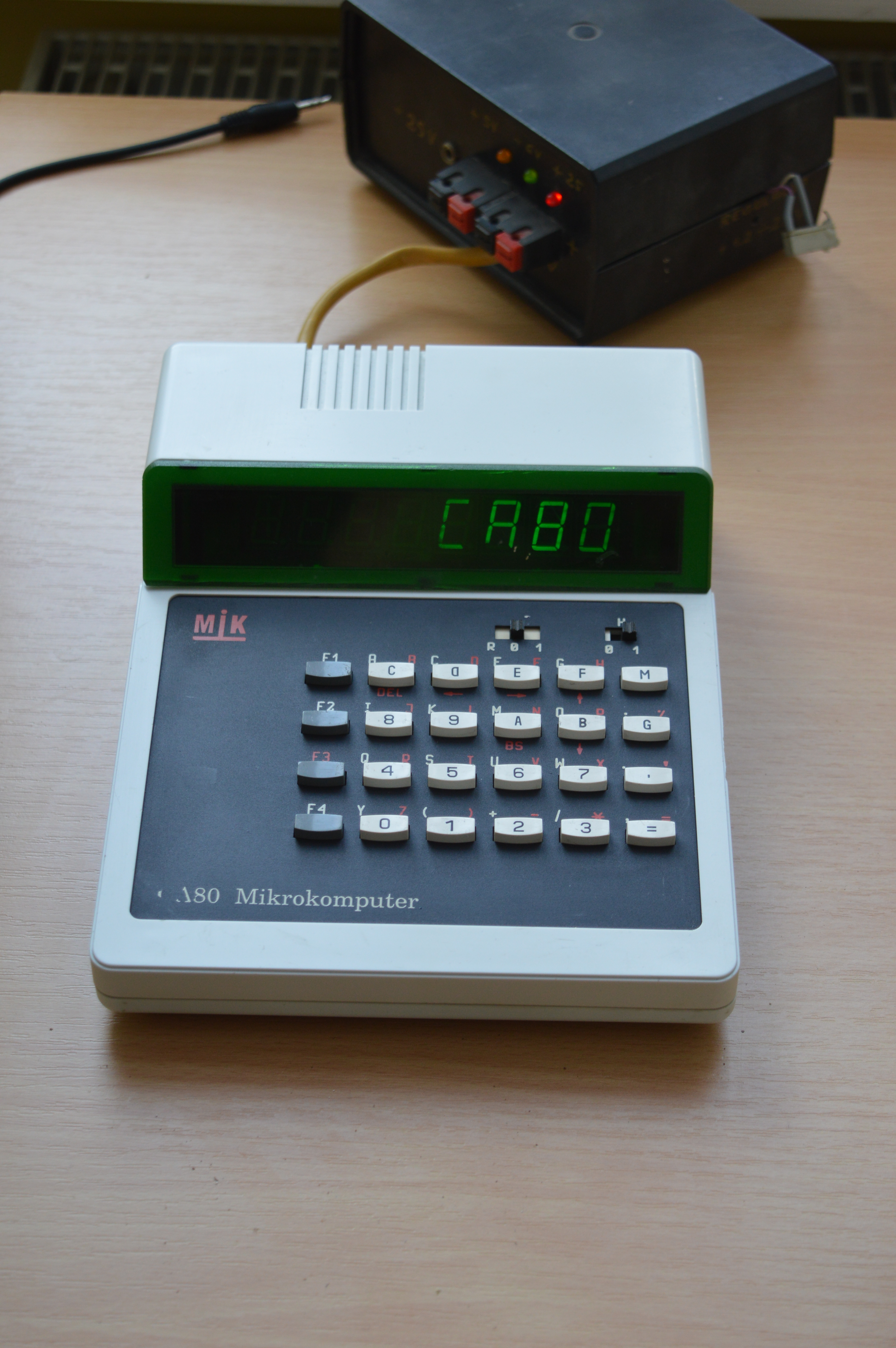
Mikrokomputer MIK CA80

MIK CA80 – komputer produkcji polskiej, stworzony do celów edukacyjnych, umożliwiających budowę programowalnych układów sterujących i automatyki.
Komputer został opracowany przez Stanisława Gardynika. Został szczegółowo opisany przez autora, w dokumentacji, składającej się z numerowanych zeszytów. Dokumentacja ta była sprzedawana przez firmę MIK z Raszyna, początkowo wraz z płytkami drukowanymi, a później w zestawach podzespołów do samodzielnego montażu.
Parametry techniczne:
- procesor: U880 (klon Zilog Z80)[5]
- częstotliwość taktowania: 4 MHz
- wyświetlacz: ośmiopozycyjny Wyświetlacz siedmiosegmentowy (VFD lub w starszych konstrukcjach LED)
- 4 banki pamięci: każdy maksymalnie po 16 kB
- klawiatura: szesnastkowa
- pamięć masowa: magnetofon kasetowy
- system operacyjny: monitor zapisany w pamięci EPROM